# Schlosshöhle
Die Schlosshöhle ist eine Höhle im Schwelmer Stadtgebiet. Sie besitzt eine Länge von rund 19 m und nach Aussagen von Fachleuten eine herausragende geologische Bedeutung in Nordrhein-Westfalen.

## Lage, Ausdehnung und Beschreibung
Die Höhle liegt an der Bahnstrecke Köln–Dortmund in der Höhe des Hauses Martfeld, der Eingang befindet sich wenige Meter nördlich der Bahntrasse in der Steilböschung. Sie hat eine Länge von 19 m und besitzt kuppelartige Räume. Sie beherbergt eine größere Vielfalt an eingelagerten Mineralien sowie einen natürlichen Kohlendioxid-See, in dem sich das CO2-Gas aufgrund der höheren Dichte am Boden sammelt. Dieses Phänomen ist in ganz NRW nur noch aus der „Dunstgrotte“ in Bad Pyrmont bekannt. Es wurde ein reichliches Vorkommen an Kupfer, Markasit, Brauneisenstein, Mangan, Schwefel, Gips, Pyrit und anderem gesehen. Höhlenforscher berichten: „Das Farbenspiel ist unglaublich. Die ganzen Wände glitzern vor Kristallen“. Die hydrothermal entstandene Höhle liegt in dem hier 30 m mächtigen Schwelmer Massenkalk und ist ca. 65 Millionen Jahre alt.
Die reiche Mineralisierung in der Höhle gibt auch einen Einblick in den zwischen dem 16. Jahrhundert und 1922 betriebenen Abbau von Pyrit und Markasit in der Schwefelkiesgrube Schwelm, die  überwiegend nördlich des Hauses Martfeld bis in 20 m Teufe operierte.

## Geschichte
An der Bahnstrecke Köln–Dortmund hatte sich Anfang 2014 in Höhe des Hauses Martfeld ein Erdfall ereignet. Eine Untersuchung des gemeinnützigen Arbeitskreises Kluterthöhle e. V. aus Ennepetal wurde in Auftrag gegeben. Aufgrund ihrer herausragenden geologischen Bedeutung und wegen ihrer Lage in der Nähe des Hauses Martfeld erhielt sie den Namen „Schlosshöhle“.
Am 3. Dezember 2014 gab es eine Pressekonferenz im Haus Martfeld, auf der die Schlosshöhle und die Ergebnisse der Erforschung vorgestellt wurden.

## Naturschutz
Das Objekt wurde nach der Entdeckung in enger Zusammenarbeit zwischen der Unteren Landschaftsbehörde des Ennepe-Ruhr-Kreises, dem Arbeitskreis Kluterthöhle, der Deutsche Bahn AG und der Firma Voigt GmbH erkundet. Schließlich wurde die Schutzwürdigkeit der Höhle festgestellt und ihr Eingang mit einem Stahltor vor unberechtigtem Zugang gesichert.